# Північний похід Святослава Всеволодовича
Північний похід Святослава Всеволодовича — військова кампанія чернігівських Ольговичів в союзі з новгородцями та половцями в 1180—1181 роках. Похід став наслідком послідовної концентрації сил на різних напрямках з метою вирішення на свою користь розбіжності з усіма трьома їхніми супротивниками. На думку О. Є. Преснякова це фантастична спроба організувати боротьбу з південними Мономаховичами і Всеволодом суздальським. Святослав не зміг зберегти свій вплив в Рязані і Новгороді, але домігся виділення своєму синові Глібу володінь на правобережжі Дніпра.

## Передісторія
Святослав, визнавши право на Київ Мономаховича, що народився першим Мстислава Ізяславича. Тому у 1169 році під час взяття Києва Андрієм Боголюбським він бездіяв. А в 1173 році виганяв з Києва Ярослава Ізяславича, визнаного старшим смоленськими Ростиславичами. У 1176 році під приводом покарання Давида Ростиславича за невдалі дії проти половців позбавив Романа Ростиславича київського князювання, потім атакував Білгород-Київський, але безуспішно. Однак, до ідеї вигнання Ростиславичів з Київської землі Святослав повернувся в 1180 році.
У 1180 році на Дніпрі Святослав напав на Давида, коли обидва були на ловах по двох його берегах. Війна була оголошена. Святослав поїхав з Києва до Чернігова, де зібрав братів з їх військами. До звільненого Києва в'їхав Рюрик Ростиславич, якому на допомогу прийшли Всеволод та Інгвар Ярославичі луцькі з галицьким військом. Святослав, прагнучи до витіснення Ростиславичів з Київської землі, не зупинився перед тим, щоб пожертвувати самим Києвом. Основні зусилля Святослав планував спрямувати не на свого головного противника Рюрика, а на його старшого брата і главу смоленських Ростиславичів Романа. Рюрик навіть визнав можливим послати тому на допомогу брата Давида.
Однак, у червні 1180 року майже одночасно померли Роман в Смоленську і Мстислав Ростиславич у Новгороді. Новгородським князем 17 серпня став чернігівський княжич Володимир Святославич. Того ж року Всеволод Юрійович суздальський, який прийшов до влади у Володимирі багато в чому завдяки Святославу Всеволодовичу, почав проводити незалежну від чернігівської політику в Рязанському князівстві, незважаючи на те, що Роман Глібович рязанський був одружений з дочкою Святослава. Коли Святослав послав до нього для переговорів сина Гліба, Всеволод захопив його в полон, давши привід до військових дій.

## Основні епізоди

### Стояння на річці Велі
Першою метою походу стало Володимиро-Суздальське князівство. Як стратегічний резерв та гарнізону Чернігова на випадок атаки Рюриком Ростиславичем були залишені дружини Ярослава Всеволодовича і Ігоря Святославича новгород-сіверського і половина половців. Святослав із Всеволодом Буй-Туром курським та іншою частиною половців виступили на північний схід, де з'єдналися з новгородцями і новоторжцями і зустрілися на річці Велі з володимирським військом, посиленим рязанськими і муромськими союзниками.
Після двох тижнів стояння Святослав запропонував одному з військ перейти річку для битви, але Всеволод не відреагував, як і на прохання своєї дружини почати бій. Рязанці здійснили наліт на чернігівський обоз, але зазнали поразки від Всеволода курського. Святослав все ж сподівався на військове рішення, але час діяв проти нього. Почалася відлига, і Святославу довелося піти в напрямку Новгорода, відпустивши Всеволода курського і сина Олега на південь. Він лише спалив м. Дмитрів.

### Облога Друцька
Дружини Всеволода курського і Олега Святославича змінили дружини Ярослава Всеволодовича і Ігоря Святославича на ролі чернігівського гарнізону, а ті разом з половцями рушили на північ, на з'єднання з полоцькими князями проти Давида смоленського. Туди ж рухався з новгородцями з півночі Святослав.
Давид сів в облогу в Друцьку, місті свого союзника Гліба Рогволодовича. Давид спробував нав'язати бій окремо Ярославу, Ігорю і половцям ще до підходу Святослава, але їм вдалося цього уникнути, використавши річку Друть як природної перешкоди. Коли ж прийшов Святослав, Давид вирвався з міста і пішов до Смоленська. Ольговичі не стали його переслідувати і атакувати Смоленськ, спалили острог Друцька і повернулися на південь.

### Бій біля озера Долобського
При наближенні Ольговичів з півночі Рюрик залишив Київ і пішов до Білгорода. Святослав в'їхав до порожнього Києва. Таким чином повністю відновився статус-кво на початок 1180 року. Однак, Рюрик атакував Ігоря і половців, які охороняли переправу через Дніпро біля Долобського озера.
Чорні клобуки і полк Мстислава Володимировича напали на обоз противника, але зазнали поразки від половців. Втручання головних сил на чолі з воєводою Рюрика Лазарем вирішило результат бою на користь Мономаховичів. Битва закінчилася розгромом Ігоря і половців. Два хани, в тому числі брат Кончака, загинули. Ще шестеро, в тому числі два сини Кончака, потрапили в полон, Ігор і Кончак врятувалися в одному човні на Городку Пісочному до Чернігова.

## Підсумки
Після стояння на Велі Ярополк Ростиславич засів у Торжку і став атакувати суздальські землі на Волзі. Тоді Всеволод з муромцями і рязанцями, поки новгородці були під Друцьком, атакував Торжок, і після 5-тижневої облоги захопив його і полонив Ярополка Ростиславича. Вже наприкінці 1181 року Володимира Святославовича довелося покинути Новгород (навесні 1182 його місце зайняв представник Всеволода, Ярослав Володимирович), і тільки тоді Всеволод відпустив Гліба Святославича з полону. Було організовано одруження своячки Всеволода і Мстислава Святославича. Наслідком союзу став спільний похід проти волзьких булгар у 1183 році. Вплив Всеволода в Рязані зберігся, а в 1186 році його було зміцнено.
Конфлікти Ольговичів з Ростиславичами тривали аж до смерті Святослава Всеволодовича (1194). Святослав був визнаний великим князем київським, вся Київська земля залишилася в руках Ростиславичів, за винятком Трипілля, вилученого у Мстислава Володимировича за втечу в битві біля Долобського озера і переданого Глібу Святославовичу.

## Похід як зразок військового мистецтва
Похід став зразком військового мистецтва періоду політичної роздробленості Київської Русі за півстоліття до монгольської навали. Святослав скористався перевагою ініціатора кампанії і послідовно двічі концентрував дві третини своїх сил проти третини сил своїх супротивників (на Велі і під Друцьком; втретє проти третини сил противників виділив лише третину своїх і зазнав поразки, але здобуття земель на правобережжі Дніпра, що було метою всієї кампанії, стало прямим наслідком саме цього зіткнення). При цьому сам Святослав і одна третина його сил (новгородці) пройшли в цілому приблизно по 2 тис. км. Що стосується інших двох третин його сил (чернігово-сіверські дружини і половці), то вони пройшли приблизно по 1,5 тис. км за рахунок того, що діяли позмінно (під час походу однієї частини друга «відпочивала», лише прикриваючи Чернігів від можливого вторгнення Рюрика). Також важливим рішенням Святослава стало те, що половці використовувалися тільки в з'єднаннях з дружинами руських князів (ймовірно, для підвищення стійкості).
Чотири рази за час кампанії зустрічалися тактичні рішення (мали стратегічні наслідки):
- розташування володимирських військ за яром у р. Вєлі,
- розташування військ Ярослава та Ігоря за річкою під Друцьком
- і вхід Давида до Друцька

для уникнення зіткнення з сильнішим противником, а також
- прорив Давида з обложеного Друцька.

Це свідчить про те, що в Київській Русі було ефективно організовано розвідку і війська були здатні уникати зіткнень до досягнення запланованої концентрації.